# Metaconchoecia longiseta
Metaconchoecia longiseta är en kräftdjursart som beskrevs av V. G. Chavtur 2003. Metaconchoecia longiseta ingår i släktet Metaconchoecia och familjen Halocyprididae. Inga underarter finns listade i Catalogue of Life.